# Jake Hoffman
Jake Hoffman est un acteur américain, né le 20 mars 1981 dans le comté de Los Angeles en Californie. Il est le fils de l'acteur Dustin Hoffman.

## Filmographie
- 1988 : Rain Man : un garçon au Pancake Counter
- 1991 : Hook ou la Revanche du capitaine Crochet (Hook) : un joueur de baseball
- 1999 : Liberty Heights de  Barry Levinson : Turk
- 2000 : Sweetie Pie
- 2001 : Pomme et Cannelle (Sugar & Spice) : Ted
- 2004 : King of the Corner : Ed Shiffman
- 2004 : J'adore Huckabees (I Heart Huckabees) : valet
- 2005 : National Lampoon's Adam & Eve (en) : Ferguson
- 2006 : Click : Télécommandez votre vie : Ben entre 22 et 30 ans
- 2008 : Rosencrantz and Guildenstern are undead de Jordan Galland
- 2010 : Le Monde de Barney (Barney's Version) de Richard J.Lewis : Michael Panofsky
- 2012 : Luck (série télévisée) : le petit-fils de Chester « Ace » Bernstein
- 2013 : Le Loup de Wall Street (The Wolf of Wall Street) de Martin Scorsese : Steve Madden
- 2014 : Asthma de lui-même
- 2014 : Broadway Therapy de Peter Bogdanovich : Hotel Bellboy
- 2019 : Nos vies après eux de Cindy Chupack : Daniel Lieberman
- 2019 : The Irishman de Martin Scorsese : Allen Dorfman
- 2023 : Sam & Kate de Darren Le Gallo : Sam